# Parafia św. Michała Archanioła w Grzybnie
Parafia św. Michała Archanioła w Grzybnie – parafia rzymskokatolicka, znajdująca się w diecezji toruńskiej, w dekanacie Unisław. 